# Lelieloper
De lelieloper, ook wel lotusvogel, grootlangtoon (Afrikaanse naam) of Afrikaanse jacana (Actophilornis africanus), is een watervogel die herkenbaar is aan zijn lange poten en tenen die hem in staat stellen op drijvende waterplanten te lopen in de ondiepe meren waar de soort bij voorkeur leeft. De lelieloper broedt in grote delen van Afrika ten zuiden van de Sahara.

## Naam
De wetenschappelijke naam werd als Parra africana in 1789 voor het eerst gepubliceerd door Johann Friedrich Gmelin in de dertiende druk van Systema naturae. In 1896 plaatste Richard Bowdler Sharpe deze soort, samen met Parra albinucha I. Geoffroy Saint-Hilaire 1832, in het nieuwe geslacht Phyllopezus. Die naam was echter al in gebruik voor een geslacht van reptielen, waarop Oberholser in 1899 de geslachtsnaam Actophilus voorstelde. Toen in 1925 onder de aandacht van Oberholser werd gebracht dat ook die naam al bezet was, voor een geslacht van kevers, stelde hij ten slotte de naam Actophilornis voor.

## Kenmerken
Lelielopers zijn goed herkenbare vogels, onmiskenbaar door de kastanjebruine romp, witte hals en kop, en blauwe snavel en bles. Het zijn slanke vogels, ongeveer dertig centimeter lang; de vrouwtjes zijn iets groter dan de mannetjes. Bij volwassen vogels zijn de romp en vleugels glanzend kanstanjebruin. De vleugelpunten zijn zwart. Op de borst gaat de kastanjekleur van de romp via goudgeel over in de witte hals en kop. Met het wit contrasteert een zwarte streep die vanaf de basis van de snavel door het oog loopt en overgaat in de zwarte kap. Vanaf de kap loopt het zwart door over de achterkant van de nek tot bovenaan de rug waar het breder uitloopt. De lichtblauwe snavel loopt op het voorhoofd door in een snavelschild, dat doet denken aan de bles van een meerkoet. Het snavelschild bedekt grotendeels of helemaal de witte wenkbrauwstreep, die daardoor bij volwassen vogels vrijwel onzichtbaar blijft. De poten en de zeer lange tenen zijn blauwgrijs.
Onvolwassen vogels, in het eerste verenkleed na het donskuikenstadium, zijn eerder groenbruin dan kastanjekleurig en hebben een bijna witte onderzijde met een bruine vlek ter hoogte van de dijen. De oogstreep, kap en nek zijn bruinzwart tot zwart in plaats van diepzwart en de grens met de witte delen is minder scherp. Tussen de zwarte kap en de zwarte oogstreep is bij onvolwassen vogels de witte wenkbrauwstreep goed zichtbaar.

## Onderscheid met verwante soorten
De enige soort waarmee de lelieloper verward zou kunnen worden is de verwante madagaskarjacana (Actophilornis albinucha). Bij deze soort is bij volwassen dieren de achterkant van de nek echter wit en juist de voorzijde, van de snavelbasis tot op de kastanjekleurige borst, zwart. Bij de onvolwassen vogels is het juist andersom, zodat die wél makkelijker met onvolwassen lelielopers verward kunnen worden. Bij deze soort is het zwart ook bij de onvolwassen dieren al diep zwart en contrastrijk. De twee soorten komen van nature niet samen voor.

## Verspreiding en leefgebied

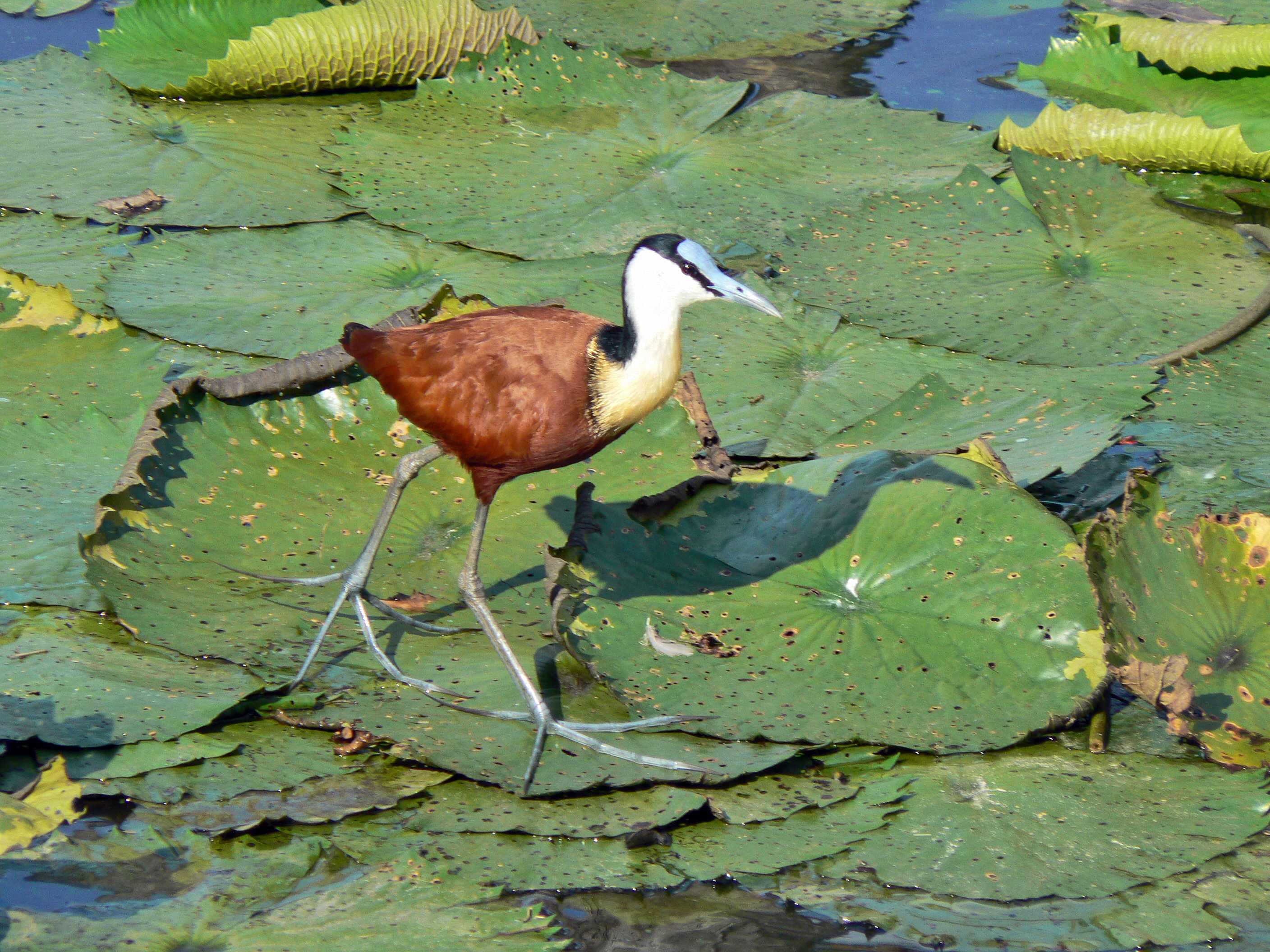
Volwassen vogel lopend over drijvende bladeren; let op de lange tenen

De lelieloper komt voor in de meeste Afrikaanse landen ten zuiden van de Sahara. De vogels zijn gebonden aan water en drasland, overstromingsvlakten die rijk zijn aan planten met bladeren die het wateroppervlak bedekken, langs traag stromende rivieren. Vogels die uitzwermen kunnen aangetroffen worden in rivierdelta's, lagunes, kunstmatige meren en plassen bij waterzuiveringsinstallaties en siervijvers (soms midden in een uitgestrekt droog gebied). Broedvogels zijn vaak standvogels, maar er zijn vogels die grote afstanden afleggen. Het is echter geen trekvogel met een duidelijk seizoenritme. Uit ringonderzoek blijkt dat verplaatsingen tot 300 km van het broedgebied mogelijk zijn.
De lelieloper heeft een groot verspreidingsgebied. De grootte van de populatie wordt geschat op 1 miljoen individuen en is aanleiding te veronderstellen dat de soort in aantal stabiel blijft. Om deze redenen staat de lelieloper als niet bedreigd op de Rode Lijst van de IUCN.

## Voedsel
Lelielopers eten insecten en andere ongewervelden die ze tussen de op het wateroppervlak drijvende begroeiing oppikken.

## Voortplanting
De vrouwtjes zijn polyandrisch, wat betekent dat een vrouwtje meerdere mannetjes heeft en, bij deze soort, ook meerdere nesten. Ze leggen vier eieren met zwarte markeringen in een drijvend nest. De mannetjes zorgen voor het uitbroeden ervan en voor de verzorging van de jongen.